# Hipites
Hipites o Hipotes (en llatí Hippites, en grec antic Ἱππίτας segons Polibi, Ἱππότας, segons Plutarc) fou un espartà amic i company del rei Cleòmenes III al que va acompanyar al seu exili a Egipte.
Va participar juntament amb Panteu i altres amics del rei en el darrer i infructuós intent de promoure una insurrecció a Alexandria i va compartir amb tots els altres una mort voluntària quan va veure frustrades totes les esperances.